# 唐老鸭梦冒险2
《唐老鸭梦冒险2》是一款由卡普空制作和发行的动作平台类游戏。 本作是根据迪士尼《唐老鴨俱樂部》改编的《唐老鸭梦冒险》续作。本游戏于1993年初在FC游戏机上发行。于1993年11月移植至Game Boy掌机。
与前作类似，本作是一个非线性的可以允许玩家在特殊命令下选择并完成所有的关卡。
《唐老鸭梦冒险2》由于产量的限制，以及在1993年6月的相对后期发行，导致了销量不及前作。此时正是FC游戏机的生命周期后期。